# Wikariat Monte Real
Wikariat Monte Real − jeden z 9 wikariatów diecezji Leiria-Fátima, składający się z 8 parafii:
- Parafia św. Aleksego w Bajouca
- Parafia św. Wawrzyńca w Carvide
- Parafia św. Michała Archanioła w Coimbrão
- Parafia św. Jana Chrzciciela w Monte Real
- Parafia Matki Bożej Miłosierdzia w Monte Redondo
- Parafia św. Amaro w Ortigosa
- Parafia Najświętszego Zbawiciela w Souto da Carpalhosa
- Parafia Matki Bożej Cudów w Vieira de Leiria